# Sababank

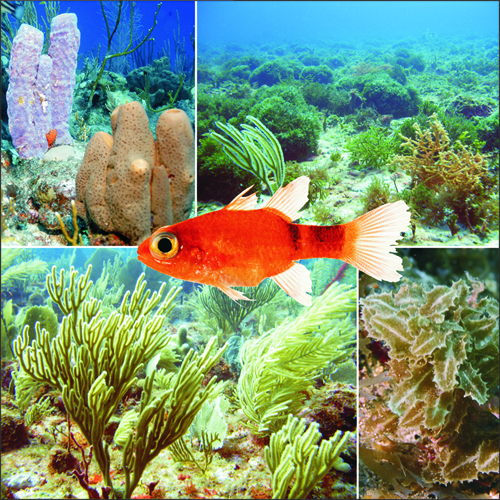
Collage van afbeeldingen van de Sababank

De Sababank is een onderzeese verhoging, drie tot zes kilometer ten zuid(west)en van het Nederlandse Caraïbische eiland Saba en 25 kilometer ten westen van St. Eustatius. De Sababank is ruwweg rechthoekig van vorm met een lengte van 60 tot 65 kilometer en een breedte van 30 tot 40 kilometer; de totale oppervlakte is gemiddeld 2200 km². De bank heeft een afgevlakte bovenkant en het grootste deel ligt twintig tot veertig meter onder zeeniveau.

## Atol
De Sababank toont alle kenmerken van een atol (onderwater-koraaleiland) en kan zodoende een van de grootste atollen in de wereld worden genoemd. De natuurlijke rijkdommen van de Sababank omvatten organismen zoals koraalriffen, vissen, kreeften, schildpadden en zoogdieren. Begin 2018 hebben onderzoekers van het Koninklijk Nederlands Instituut voor Onderzoek der Zee met het schip Pelagia op de Sababank een groot, tot dan toe onbekend koraalrif ontdekt met een oppervlakte van tien kilometer lang en 1 kilometer breed. Opvallend was dat het koraal in uitzonderlijk goede staat verkeerde en geen enkele beschadiging vertoonde.

## Poison Bank
In een sectie van de Sababank, de Poison Bank, wordt niet gevist, omdat de vissen geïnfecteerd zijn met ciguatera, een toxine dat zich via het voedselweb accumuleert. De toxine infecteert eerst de vis en wordt dan overgedragen aan mensen. Grotere oudere vissen van een soort worden makkelijker geïnfecteerd dan jongere individuele vissen van dezelfde vissensoort. 
Vissers vissen niet in deze sectie van de bank en de directe omgeving, aangezien al generaties lang bekend is dat in het verleden veel vergiftigingen door vissen plaats hebben gevonden door het eten van vis uit deze omgeving. Het is niet bekend hoe vaak daadwerkelijk vergiftiging met ciguatera heeft plaatsgevonden door consumptie van vissen van de Sababank.

## Jurisdictie
Een derde deel van de Sababank behoort tot de Nederlandse territoriale zee. Per 10 oktober 2010 is een Nederlandse Exclusieve Economische Zone (EEZ) van 200 zeemijl buiten de Sabaanse basislijn ingesteld (voor zover deze niet de wateren van omringende staten zou overlappen), die de rest van de Sababank omvat. Door deze maatregel heeft Nederland het exclusieve recht op onder meer de exploitatie van de grondstoffen en op de visserij. De bedoeling hiervan is de Sababank te beschermen. Tot de instelling van de EEZ viel dit gebied onder de Economische Visserij Zone (EVZ) van de Nederlandse Antillen.

## Olie en gas
De geologische geschiedenis van de Sababank geeft aanwijzingen dat de Sababank commercieel exploiteerbare voorraden van olie en gas heeft. Ondanks twee exploraties in 1977 en 1982 is er tot nu toe geen betekenisvolle hoeveelheid olie of gas ontdekt.

## Economie
De Sababank is al vanaf oudsher van economisch belang geweest voor Saba en de Nederlandse Antillen. 
Saba Resources N.V. heeft in het verleden de Sababank geleased aan oliebedrijven die de bank exploreerden. Hoewel er toen geen olie werd gevonden leverde dat toch veel geld op. Olie-exploraties zijn ook winstgevend omdat veel Sabanen tijdelijk werk krijgen.
Het gemiddelde netto-inkomen van de Sabaanse visserij bedraagt $ 500.000 per jaar, waarvan 95% afkomstig van de Sababank.

## Beschermd natuurgebied
Per 21 december 2010 is de Sababank door de Nederlandse overheid aangewezen als beschermd natuurgebied en heeft het de status van nationaal park. Het is sinds die datum voor tankers, cruiseschepen en andere grote vrachtschepen verboden om in het aangewezen gebied voor anker te gaan. De zware ankerkettingen die over de bodem schuren, richten veel schade aan. Maar ook vervuiling door afvalwater van schepen of onderhouds- of verfwerkzaamheden aan voor anker liggende schepen vormen een gevaar. Doordat het gebied de status van natuurpark heeft gekregen, wordt de unieke en rijke biodiversiteit van het zeegebied veiliggesteld en duurzame visserij mogelijk gemaakt. Met ingang van 1 juni 2013 mogen schepen van 300 GT of meer zich in het geheel niet meer begeven binnen het natuurpark. 